# フレニ・シュナイダー
フレニ・シュナイダー（Vreni Schneider, 本名：フェレーナ・シュナイダー／Verena Schneider, 1964年11月26日 - ）は、スイス・グラールス州エルム出身の元アルペンスキー選手。
史上最も成功したスイスの女子アルペン選手であり、世界全体でもリンゼイ・ボンとアンネマリー・モザー＝プレルに次いで史上3位に位置する。

## 経歴
1980年代後半より1990年代に活躍し、技術系種目を得意としていたが、スピード系種目もこなすこの時期を代表する女子アルペンスキー選手のひとりであった。特に1988/1989年シーズンにはワールドカップの回転で8勝、大回転で6勝の合計14勝を挙げ、ワールドカップ記録を打ち立てた。これは男子記録であるインゲマル・ステンマルク、ヘルマン・マイヤー、マルセル・ヒルシャーの13勝をも上回るものであり、未だに破られていない。
ワールドカップでは総合優勝3回、大回転・回転で種目別優勝合計11回、個別のレースでは通算55勝（大回転20勝、回転34勝、複合1勝）を挙げた。中でも回転の34勝は2013/2014年シーズンにマルリース・シルトによって破られるまでワールドカップ女子記録であった。オリンピックでの獲得メダル数は5個、アルペンスキー世界選手権では6個のメダルを得た。
3度目の総合優勝を果たした直後の1995年4月に現役を引退。その後は自らの名を冠したスキー・スノーボードスクールを故郷エルムの町で開く傍ら、グラールスとエルムでスポーツ用品店も営んでいる。1999年に結婚し、2人の息子がいる。

## 主な成績
- 1987年 世界選手権 大回転：1位
- 1989年 世界選手権 大回転：1位、回転：2位、複合：2位
- 1990年 カルガリーオリンピック 大回転：1位、回転：1位
- 1991年 世界選手権 回転：1位、複合：3位
- 1994年 リレハンメルオリンピック 大回転：3位、回転：1位、複合：2位

- ワールドカップ
  - 総合優勝：1989年、1994年、1995年
  - 大回転種目別優勝：1986年、1987年、1989年、1991年、1995年
  - 回転種目別優勝：1989年、1990年、1992年、1993年、1994年、1995年